# 배설 (1551년)
배설(裵楔, 1551년~1599년)은 조선의 무관이다. 본관은 성산, 출생지는 지금의 경북 구미이다.
1592년 임진왜란 당시 합천 군수로 임명되었으나 지례 전투에서 겁을 먹고 도망가는 적병을 추격하지 않아 벌을 받았다. 그러나 1594년 경상우수사 원균이 다대포 사건으로 인해 탄핵당해 충청도로 내려간 후 경상우수영을 이어 받았다.
그 뒤 1597년 칠천량 해전 당시 전투 중 상황이 불리해지자 전선 12척과 병사 120명을 수습하여 후퇴하고 이후 이순신과 합류하여 이순신에게 자신이 수습한 전선과 병사들을 내주었다.
그러나 명량 해전이 일어나기 전에 탈영했으며 이에 도원수 권율은 전국에 수배령을 내려 체포하려 했으나 계속 잡히지 않다가 1598년 노량 해전을 끝으로 전란이 끝난 뒤에야 선산 땅에서 체포되어 참수형당했다

## 사후
전후에는 군으로서 충실하게 전쟁터에서 종군한 인물이었다 하여 전공이 인정되어 선무원종공신에 추증되었다. 하지만 이러한 추후의 평가 변화는 이순신의 전공을 시기했던 선조가 배설의 도주가 이순신 전력의 약화를 가져 왔던 것은 아니었으므로 참수형은 과했음을 암시하기 위해 주도했었다는 것이 통설이다.

## 배설을 연기한 배우들
- 황범식 - 《불멸의 이순신》(2004년, KBS)
- 김원해 - 《명량》(2014년)